# Dados

Exemplos de tipos de dados

Na busca do conhecimento, os dados são uma coleção de valores discretos que transmitem informações, descrevendo quantidade, qualidade, fatos, estatísticas, outras unidades básicas de significado, ou simplesmente sequências de símbolos que podem ser posteriormente interpretados. Um dado é um valor individual em uma coleção de dados. Os dados geralmente são organizados em estruturas como tabelas que fornecem contexto e significado adicionais e que podem ser usados como dados em estruturas maiores. Os dados podem ser usados como variáveis em um processo computacional. Os dados podem representar ideias abstratas ou medidas concretas.
Os dados são comumente usados em pesquisas científicas, finanças e em praticamente todas as outras formas de atividade organizacional humana. Exemplos de conjuntos de dados incluem preços de ações, taxas de criminalidade, taxas de desemprego, taxas de alfabetização e dados do censo. Nesse contexto, os dados representam os fatos e números brutos que podem ser usados de maneira a capturar as informações úteis.
Os dados são coletados usando técnicas como medição, observação, consulta ou análise e normalmente representados como números ou caracteres que podem ser processados posteriormente. Dados de campo são dados coletados em um ambiente in situ não controlado. Dados experimentais são dados gerados no decorrer de um experimento científico controlado. Os dados são analisados usando técnicas como cálculo, raciocínio, discussão, apresentação, visualização ou outras formas de pós-análise. Antes da análise, os dados brutos (ou dados não processados) são normalmente limpos: os valores atípicos são removidos e erros óbvios de entrada de dados ou instrumentos são corrigidos.
Os dados são os átomos da tomada de decisão. Como tal, os dados podem ser vistos como as menores unidades de informação factual que podem ser usadas como base para cálculo, raciocínio ou discussão. Os dados podem variar de ideias abstratas a medições concretas, incluindo, entre outros, estatísticas. Dados conectados tematicamente apresentados em algum contexto relevante podem ser vistos como informações. Informações conectadas contextualmente podem ser descritas como insights de dados ou inteligência. O estoque de insights e inteligência que se acumula ao longo do tempo, resultante da síntese de dados em informações, pode então ser descrito como conhecimento. Os dados foram descritos como "o novo petróleo da economia digital". Dados, como conceito geral, referem-se ao fato de que alguma informação ou conhecimento existente é representado ou codificado de alguma forma adequada para melhor uso ou processamento.
Os avanços nas tecnologias de computação levaram ao advento do "Big Data". Big Data geralmente se refere a quantidades muito grandes de dados, geralmente na escala de petabytes. Usando métodos tradicionais de análise de dados e computação, trabalhar com conjuntos de dados tão grandes (e crescentes) é difícil, até mesmo impossível. Em resposta, o campo relativamente novo de "ciência de dados" usa métodos de aprendizado de máquina (e outras inteligências artificiais) que permitem para aplicações eficientes de métodos analíticos para Big Data.
Dado também pode ser definido como "uma sequência de símbolos quantificados ou quantificáveis".

## Etimologia e terminologia
A palavra latina data, de onde deriva dados, é o plural de datum, "(coisa) dada", particípio passado neutro de dare, "dar". O primeiro uso da palavra "dados" em inglês é da década de 1640. A palavra "data" foi usada pela primeira vez para significar "informações de computador transmissíveis e armazenáveis" em 1946. A expressão "processamento de dados" foi usada pela primeira vez em 1954.
Quando "dados" é usado de forma mais geral como sinônimo de "informação", é tratado como um substantivo de massa na forma singular. Esse uso é comum na linguagem cotidiana e em campos técnicos e científicos, como desenvolvimento de software e ciência da computação. Um exemplo desse uso é o termo "big data". Quando usado mais especificamente para se referir ao processamento e análise de conjuntos de dados, o termo mantém sua forma plural. Esse uso é comum em ciências naturais, ciências da vida, ciências sociais, desenvolvimento de software e ciência da computação, e cresceu em popularidade em séculos XX e XXI. Alguns guias de estilo não reconhecem os diferentes significados do termo e simplesmente recomendam a forma que melhor se adapta ao público-alvo do guia. Por exemplo, o estilo APA a partir da 7.ª edição exige que "dados" sejam tratado como uma forma plural.